# Bjørn Wirkola
Bjørn Tore Wirkola (ur. 4 sierpnia 1943 w Alcie) – norweski skoczek narciarski pochodzenia fińskiego (kweńskiego), dwukrotny mistrz świata, trzykrotny zwycięzca Turnieju Czterech Skoczni, a także piłkarz.

## Życiorys
Syn pracownika budowlanego Karla Thomasa Wirkoli i jego żony Astrid.
Zdobył dwa złote medale na mistrzostwach świata w Oslo w 1966. Jest jedynym skoczkiem, który triumfował trzykrotnie z rzędu w Turnieju Czterech Skoczni (1967–1969). Wygrał też 10 pojedynczych konkursów tego turnieju (ponadto w siedmiu dalszych stał na podium). Trzy razy poprawiał rekord świata w długości lotu narciarskiego, po raz ostatni w Planicy w 1969. Pomimo tych sukcesów nie udało mu się zdobyć medalu olimpijskiego; na igrzyskach w Grenoble (1968) zajął 4. miejsce.
14 razy zdobywał medale mistrzostw Norwegii w skokach, w tym 8 złotych (na dużej skoczni w 1966, 1967, 1968, 1970 i 1971, na normalnej skoczni w 1965, 1966 i 1968), 4 srebrne (na dużej skoczni w 1965 i 1969, na normalnej w 1969 i 1972) i 2 brązowe (na dużej skoczni w 1972, na normalnej w 1970).
W 1968 otrzymał Medal Holmenkollen razem z Olafem V Norweskim, Assarem Rönnlundem i Gjermundem Eggenem. W 1971 otrzymał nagrodę Egebergs Ærespris. W 1972 zakończył karierę skoczka.
W latach 1971–1974 grał w klubie piłkarskim Rosenborg BK jako napastnik. Wystąpił w 82 meczach i strzelił 20 goli (68 meczów i 12 goli w lidze norweskiej). Z klubem tym zdobył m.in. mistrzostwo i Puchar Norwegii w 1971.
31 grudnia 1963 poślubił Sigrun Raaness.

## Mistrzostwa świata
- Indywidualnie
  - 1966 Oslo (NOR) – złoty medal (duża skocznia), złoty medal (normalna skocznia)

## Igrzyska olimpijskie
- Indywidualnie
  - 1968 Grenoble (FRA) – 4. miejsce (normalna skocznia)